# Fear the Walking Dead: Flight 462
Fear the Walking Dead: Flight 462 é uma websérie em 16 partes baseada na série de televisão Fear the Walking Dead. A série estreou em 4 de outubro de 2015, no site oficial da AMC. Ela também foi ao ar como promos durante a sexta temporada de The Walking Dead. A websérie conta a história de um grupo de passageiros a bordo de um avião comercial durante os primeiros momentos do surto. Ao longo da série, o avião e a vida de seus passageiros são colocados em risco assim que descobrem um viajante infectado. Dois de seus personagens, Alex (Michelle Ang) e Jake (Brendan Meyer), são apresentados na segunda temporada de Fear the Walking Dead, episódio três, "Ouroboros".

## Elenco e personagens
- Brendan Meyer como Jake Powell[2]
- Michelle Ang como Alex (anteriormente conhecida como Charlie)[3]
- Kathleen Gati como Deirdre[4]
- Lisa Waltz como Suzanne
- Brett Rickaby como Marcus[5]
- Kevin Sizemore como Anthony[6]
- Sheila Shaw como Connie

## Webisódios
| N.º | Título    | Exibição original       |
| --- | --------- | ----------------------- |
| 1 | "Part 1"  | 4 de outubro de 2015    |
| Um jato comercial, TruWest Airlines Vôo 462, se prepara para decolar. A bordo, um jovem chamado Jake Powell recebe um telefonema de sua mãe, que não conseguiu embarcar no avião. Ela garante a Jake que tudo ficará bem e que seu pai irá buscá-lo pela manhã. Outro passageiro, Marcus, confronta um comissário de bordo, dizendo que recebeu uma mensagem de que os vôos estão sendo suspensos. Enquanto Jake tenta obter mais informações de sua mãe, ele ouve gritos ao fundo. Antes que ele possa dizer qualquer outra coisa, a mulher na frente dele fecha abruptamente a janela lateral. |           |                         |
| 2 | "Part 2"  | 11 de outubro de 2015   |
| Enquanto o avião decola, Jake tenta desesperadamente enviar uma mensagem de texto para sua mãe e descobrir o que aconteceu com ela, mas a mensagem de texto não é enviada. Marcus vomita em um saco enquanto sua esposa tenta confortá-lo. Alex olha para Jake, que olha pela janela enquanto o avião sobrevoa uma cidade não identificada. |           |                         |
| 3 | "Part 3"  | 18 de outubro de 2015   |
| Os comissários de bordo começam a servir bebidas em toda a cabine, e Jake tem uma breve discussão com Connie sobre como ele acabou no avião sem sua mãe. |           |                         |
| 4 | "Part 4"  | 25 de outubro de 2015   |
| Marcus sai de seu assento e cambaleia em direção à parte de trás do avião, desaparecendo no banheiro enquanto todos olham confusos e preocupados. Sua esposa tenta garantir a todos que não há nada para se preocupar, mas Alex a questiona sobre há quanto tempo Marcus está se sentindo doente. Jake então pergunta a Alex se ela acha que Marcus está sofrendo da estranha doença que está acontecendo. Ela não responde. |           |                         |
| 5 | "Part 5"  | 1 de novembro de 2015   |
| Quando o avião começa sua descida final em Phoenix, Marcus ainda está no banheiro. Deirdre e Suzanne pedem a Marcus que saia do banheiro, mas não obtêm resposta. Jake olha pela janela, apenas para testemunhar as luzes se apagarem na cidade abaixo dele, deixando Phoenix em completa escuridão. Enquanto Deirdre exige que Marcus saia do banheiro, Alex olha para trás e pega algo em sua cintura. |           |                         |
| 6 | "Part 6"  | 8 de novembro de 2015   |
| Deirdre tenta fazer com que Marcus saia do banheiro enquanto o blecaute continua a atingir a cidade abaixo. Alex sai de seu assento e se dirige para a parte de trás do avião, incitando Deirdre a não abrir a porta. De repente, a porta do banheiro se abre e Marcus cai, inconsciente. Deirdre e Suzanne tentam desesperadamente acordá-lo, sem sucesso. |           |                         |
| 7 | "Part 7"  | 15 de novembro de 2015  |
| Anthony tenta fazer uma RCP em Marcus. O capitão do avião anuncia pelo interfone que o aeroporto de Phoenix sofreu uma queda de energia e, portanto, o avião está sendo redirecionado para Los Angeles. Depois que as tentativas de reviver Marcus não tiveram sucesso, Suzanne fica histérica. Anthony tenta acalmá-la enquanto outros passageiros, incluindo Jake, olham. Desesperada, Deirdre continua a realizar a RCP em Marcus, até que Alex intervém, pedindo-lhe para se afastar de Marcus. Alex então rasga a camisa de Marcus, revelando um ferimento sangrento em seu abdômen. |           |                         |
| 8 | "Part 8"  | 22 de novembro de 2015  |
| Alex incita Deirdre e Suzanne a amarrar Marcus, e Suzanne a repreende. Alex tenta tirá-los do corpo de Marcus, mas Anthony a impede, revelando-se um marechal da aeronáutica dos EUA. Ele exige que todos os passageiros voltem aos seus assentos, apesar do aviso de Alex de que Marcus agora é perigoso. Deirdre usa um desfibrilador na tentativa de reanimar Marcus, mas não tem sucesso. De repente, Marcus abre os olhos, reanimado em um zumbi. |           |                         |
| 9 | "Part 9"  | 12 de fevereiro de 2016 |
| Marcus, agora um zumbi, tenta atacar sua esposa, mas ela se afasta. Com a ajuda de Deirdre e Alex, Anthony bate em Marcus contra a parede e o tranca dentro do banheiro. Alex nota sangue em seu braço. Ela olha para cima e vê que o sangue veio de Deirdre, que foi arranhada no braço. |           |                         |
| 10 | "Part 10" | 12 de fevereiro de 2016 |
| Com Marcus preso no banheiro, Alex limpa o sangue e ordena que Anthony amarre Deirdre. Anthony tenta pegar o kit de primeiros socorros para ajudá-la, mas ela diz que o que aconteceu com Marcus também vai acontecer com ela. Alex ordena que Deirdre diga ao capitão para pousar o avião, mas Deirdre diz que as luzes estão se apagando em outras cidades e que não há lugar para pousar. Alex e Jake trocam olhares preocupados. |           |                         |
| 11 | "Part 11" | 21 de fevereiro de 2016 |
| Anthony conforta Suzanne, enquanto Marcus bate repetidamente contra a porta do banheiro. Anthony diz a Suzanne para se afastar da porta, mas ela diz que só quer ver o marido. Anthony explica que seu marido está doente e Suzanne implora que Anthony o ajude. Suzanne tenta abrir a porta do banheiro, mas Alex a impede. Suzanne se ajoelha e bate na porta, chorando, dizendo a Marcus que o ama. |           |                         |
| 12 | "Part 12" | 28 de fevereiro de 2016 |
| Anthony diz a todos para se sentarem. Suzanne ainda está na porta do banheiro, olhando para a fechadura. Ela se levanta e diz que não ouve nada atrás da porta. Suzanne tenta abrir a porta novamente, mas Alex tenta impedi-la. Suzanne empurra Alex de volta, dizendo que Marcus está morrendo. Alex diz a ela que ele já está morto. Suzanne abre a porta trancada do banheiro, e Marcus zumbificado sai correndo. Ele ataca Suzanne enquanto todos os outros olham em choque, rasgando sua garganta e matando-a. Anthony puxa sua arma e começa a atirar no peito de Marcus. Não afetado pelas balas, Marcus ataca Anthony. Alex grita com Anthony, dizendo-lhe para atirar na cabeça de Marcus, mas Anthony ficou sem balas. |           |                         |
| 13 | "Part 13" | 6 de março de 2016      |
| Alex se aproxima de Anthony e agarra Marcus, tentando removê-lo de lá. Os dois acabam caindo, mas Marcus ainda tenta agarrar Alex, que começa a rastejar para longe e chuta a cara dele esperando-o sair. Jake sobe e pega uma agulha de tricô na bolsa de Connie, passa por cima de Marcus e entrega a agulha para Alex, que apunhala Marcus na cabeça e o mata. Todos estão aliviados, até que Jake, Alex e Deirdre percebem que a janela de vidro do avião está rachando. |           |                         |
| 14 | "Part 14" | 13 de março de 2016     |
| Alex, Anthony e Jake estão recuperando o fôlego enquanto Deirdre consola Suzanne mortalmente ferida. Ela diz a Alex que Suzanne está morrendo. Alex olha para a agulha de tricô antes de esfaquear Suzanne na cabeça. Deirdre, Jake e Anthony olham em estado de choque. Anthony diz que ela matou, mas ela afirma que "salvou" Suzanne. Enquanto Deirdre soluça sobre o corpo de Suzanne, Alex olha para a janela quebrada que se abre. |           |                         |
| 15 | "Part 15" | 20 de março de 2016     |
| Todos tentam se sentar, colocar uma máscara de oxigênio e se preparar para o impacto. Alex confessa a Jake que foi ela quem ocupou o último assento no avião que era para sua mãe e pede desculpas. Jake diz que sua mãe provavelmente está com seu pai. Ela o conforta dizendo que ele também estará com ela. |           |                         |
| 16 | "Part 16" | 26 de março de 2016     |
| Enquanto procurava por drogas em casas próximas, Nick testemunha o Vôo 462 voando diretamente sobre ele. O avião está perigosamente baixo e fora de controle. Alex, Deirdre e o resto dos passageiros se preparam para o impacto. O avião desaparece no horizonte e Nick olha em choque e confuso. O destino final de todos a bordo do Vôo 462 são deixados desconhecidos até a 2ª temporada, episódio 3, "Ouroboros", onde é revelado que ele caiu na costa, matando todos a bordo, exceto alguns passageiros. |           |                         |

## Prêmios e indicações
| Ano  | Prêmio                                          | Categoria                                                | Destinatário                      | Resultado | Ref.  |
| ---- | ----------------------------------------------- | -------------------------------------------------------- | --------------------------------- | --------- | ----- |
| 2016 | 68º Prêmio Guilda de Escritores da América      | Forma Abreviada de Novas Mídias - Adaptada               | Michael Zunic & Lauren Signorino  | Indicado  | [ 7 ] |
| 2016 | 68º Prêmio Emmy de Artes Criativas do Primetime | Série Dramática ou de Comédia Curta Excepcional          | Fear the Walking Dead: Flight 462 | Indicado  | [ 8 ] |
| 2016 | 68º Prêmio Emmy de Artes Criativas do Primetime | Atriz Proeminente em uma Série Curta de Comédia ou Drama | Michelle Ang                      | Indicado  | [ 8 ] |